# 236743 Zhejiangdaxue
236743 Zhejiangdaxue este un asteroid din centura principală de asteroizi.

## Descriere
236743 Zhejiangdaxue este un asteroid din centura principală de asteroizi. A fost descoperit pe 7 mai 2007 la Observatorul Lulin de Ye, Q.-Z., Shih, C.-Y.. Asteroidul prezintă o orbită caracterizată de o semiaxă mare de 2,21 ua, o excentricitate de 0,16 și o înclinație de 3,0° în raport cu ecliptica.